# Daniano
| Periodo                                                                                     | Epoca               | Piano          | Età (Ma)    |
| ------------------------------------------------------------------------------------------- | ------------------- | -------------- | ----------- |
| Neogene                                                                                     | Miocene             | Aquitaniano    | Più recente |
| Paleogene                                                                                   | Oligocene           | Chattiano      | 27,30       |
| Paleogene                                                                                   | Oligocene           | Rupeliano      | 33,9        |
| Paleogene                                                                                   | Eocene              | Priaboniano    | 37,71       |
| Paleogene                                                                                   | Eocene              | Bartoniano     | 41,03       |
| Paleogene                                                                                   | Eocene              | Luteziano      | 48,07       |
| Paleogene                                                                                   | Eocene              | Ypresiano      | 56,00       |
| Paleogene                                                                                   | Paleocene           | Thanetiano     | 59,24       |
| Paleogene                                                                                   | Paleocene           | Selandiano     | 61,66       |
| Paleogene                                                                                   | Paleocene           | Daniano        | 66,00       |
| Cretacico                                                                                   | Cretacico superiore | Maastrichtiano | Più antico  |
| Suddivisione del Paleogene secondo la Commissione internazionale di stratigrafia dell'IUGS. |                     |                |             |

Nella scala dei tempi geologici, il Daniano (in precedenza detto anche Montiano o Paleocene inferiore) è il primo dei tre piani in cui è suddiviso il Paleocene. È preceduto dal Maastrichtiano, l'ultimo piano del precedente periodo Cretacico ed è seguito dal Selandiano.
L'inizio di tale epoca è definito dall'estinzione di massa del Cretacico-Terziario, intorno a 66 milioni di anni fa e si conclude intorno a 61,66 milioni di anni fa.

## Definizioni stratigrafiche e GSSP
Il Daniano fu introdotto nella letteratura scientifica dal geologo Svizzero-tedesco Pierre Jean Édouard Desor nel 1847, riferendosi all'antico nome latino per la Danimarca. La precedente dizione per questo piano stratigrafico di Montiano, a sua volta derivata dal nome della cittadina belga di Mons, è caduta in disuso e non viene più utilizzata.
Il limite inferiore del Daniano, nonché dell'era del Cenozoico, del periodo del Paleogene e dell'epoca del Paleocene,  è dato dall'anomalia dell'iridio nelle sezioni stratigrafiche che caratterizzano il passaggio dal Cretacico al Paleogene.  Questo implica anche che i sedimenti generati dall'impatto meteoritico appartengono al Daniano. Questo strato dello spessore di qualche millimetro  contenente l'evidenza delle conseguenze dell'impatto, coincide con un evento improvviso di estinzione di massa dagli effetti catastrofici.
Come indicatori secondari viene indicata la prima comparsa negli orizzonti stratigrafici dei foraminiferi della specie Globoconusa conusa, che compaiono poco al di sopra della base.
Il limite superiore del Daniano (e limite inferiore del Selandiano) è dato dalla separazione tra la biozona NP4 e NP5 nella biostratigrafia marina, cioè poco dopo la prima comparsa di nuove specie di nanoplancton calcareo del genere Fasciculithus (F. ulii, F. billii, F. janii, F. involutus, F. tympaniformis and F. pileatus) e in prossimità della comparsa delle specie di Neochiastozygus perfectus.

### GSSP
Il GSSP, il profilo stratigrafico di riferimento della Commissione Internazionale di Stratigrafia, è stato localizzato in una sezione stratigrafica a El Kef, in Tunisia che coincide con l'anomalia dell'Iridio conseguente all'impatto di un asteroide. Le sue coordinate sono: latitudine 36°09'13.2"N e longitudine 8°38'54.8"E.

## Caratteristiche
Sebbene i grandi dinosauri terrestri fossero ormai estinti, i mammiferi e gli altri animali terrestri rimanevano tuttavia di dimensioni abbastanza modeste.
In questa epoca compare il Purgatorius, genere di proto-primate, o precursore dei Plesiadapiformes, i cui fossili sono stati trovati in Montana in un deposito di 65 milioni di anni fa.
Probabilmente è l'antenato comune fra i plesiadapiformes e i primati superiori.  
È classificabile nel superordine Euarchonta, nel ramo che contiene rispettivamente l'ordine dei Dermoptera, dei Plesiadapiformes e dei Primates.
Sicuramente costituisce un anello di congiunzione fra i protoprimati e i dermotteri.